# Kamaiurana
Kamaiurana is een geslacht van wantsen uit de familie van de Miridae (Blindwantsen). Het geslacht werd voor het eerst wetenschappelijk beschreven door José Cândido de Melo Carvalho in 1952.

## Soorten
Het genus bevat de volgende soorten:

- Kamaiurana parauara Carvalho, 1980
- Kamaiurana xinguensis Carvalho, 1952